# Temuyud
Temuyud o El Muyud (en árabe: تموجوت‎, en francés: Tamoujjout) es una localidad marroquí perteneciente al municipio de Izmorén, en la región de Tánger-Tetuán-Alhucemas. Desde 1912 hasta 1956 perteneció a la zona norte del Protectorado español de Marruecos.